# Домингин, Луис Мигель
Луи́с Миге́ль Доминги́н (настоящее имя Луис Мигель Гонса́лес Лу́кас, исп. Luis Miguel González Lucas; 9 ноября 1926, Мадрид — 8 мая 1996, Сан-Роке) — испанский матадор. Домингин пользовался большой популярностью в 1940-е-1950-е годы, участвуя в корриде в Испании, Португалии, Колумбии и других странах; его выступления посещали многие мировые знаменитости того времени.
Домингин был сыном другого известного матадора, носившего то же прозвище; его братья, Пепе и Доминго, также стали матадорами. Он с детства имел тягу к корриде и начал выступать на профессиональной арене, пусть и сначала в боях с небольшими быками, с десятилетнего возраста. 28 августа 1947 года он был признан лучшим матадором Испании, поскольку предыдущий лучший матадор, Манолете, погиб в сражении с быком. Тема соперничества между Домингином и его зятем Антонио Ордоньесом, также известным матадором, легла в основу романа Эрнеста Хемингуэя «Опасное лето» (1960).
Домингин был женат на актрисе Лючии Бозе, в браке с которой у него родилось трое детей, включая певца Мигеля Бозе. Также состоял в романтических отношениях с Авой Гарднер. Был лично знаком со многими деятелями искусства своего времени, включая Хемингуэя, Пабло Пикассо, Орсона Уэллса, Жана Кокто.  Кокто познакомился с матадором в 1953 год во время поездки в Испанию. В дневниках Кокто писал, что Домингин обладает красотой, умением, изяществом, что лучше тореадора невозможно и найти. Его называли самым красивым тореро Испании.
В 1950 году награждён рыцарским крестом ордена Изабеллы Католической.
Домингин несколько раз прощался с корридой, но вернулся на арену в 1971 году, в том же году вновь ушёл и вновь вернулся. Последний свой бой с быком Домингин провёл 12 сентября 1973 года в возрасте 47 лет. Умер в 1996 году от сердечной недостаточности.